# Relaciones Estados Unidos-Turkmenistán
Las relaciones Estados Unidos-Turkmenistán son las relaciones diplomáticas entre Estados Unidos y Turkmenistán.

## Historia

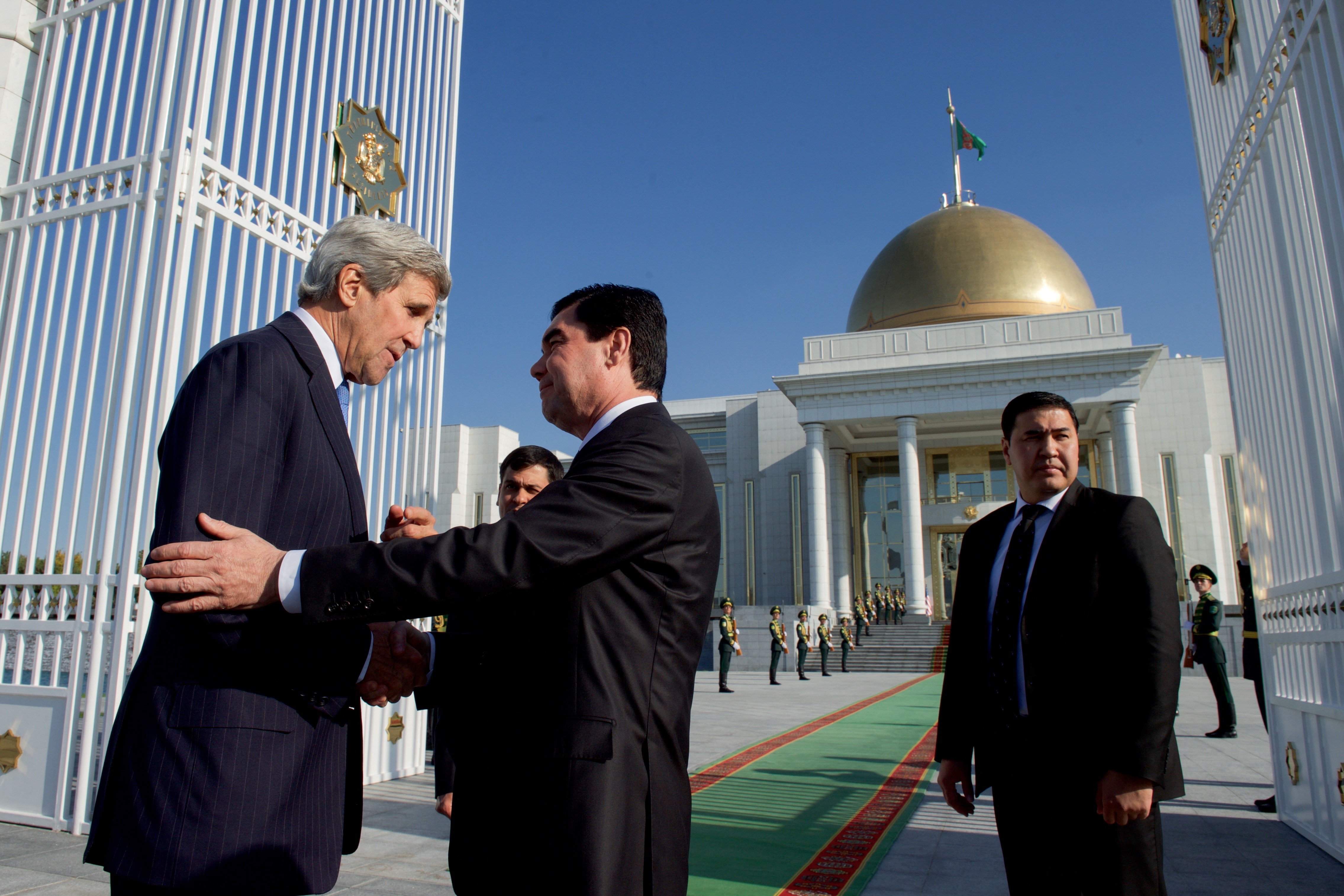
El secretario Kerry le da la mano al presidente Berdimuhamedov en el Palacio Presidencial de Oguzkhan en Asjabad, 2015

Durante varios años, Turkmenistán fue un actor clave en la Iniciativa de Energía de la Cuenca del Caspio de EE. UU., que buscó facilitar las negociaciones entre socios comerciales y los Gobiernos de Turkmenistán, Georgia, Azerbaiyán y Turquía para construir un  transporte por tuberías bajo el Mar Caspio y exportar gas de turcomanos al mercado nacional de energía de Turquía y más allá, el denominado Gasoducto Transcaspiano (TCGP). Sin embargo, el Gobierno de Turkmenistán se retiró esencialmente de las negociaciones en 2000 al rechazar todas las ofertas de sus socios comerciales y hacer demandas poco realistas de "prefinanciación" de miles de dólares. Después de una cumbre tripartita con los presidentes de Rusia y Kazajistán en mayo de 2007 en la que el gas fue un tema importante, sin embargo, el nuevo presidente  Berdimuhamedow resucitó la idea de un gasoducto transcaspiano, negándose explícitamente a gobernar la posibilidad de construir tal tubería en el futuro.

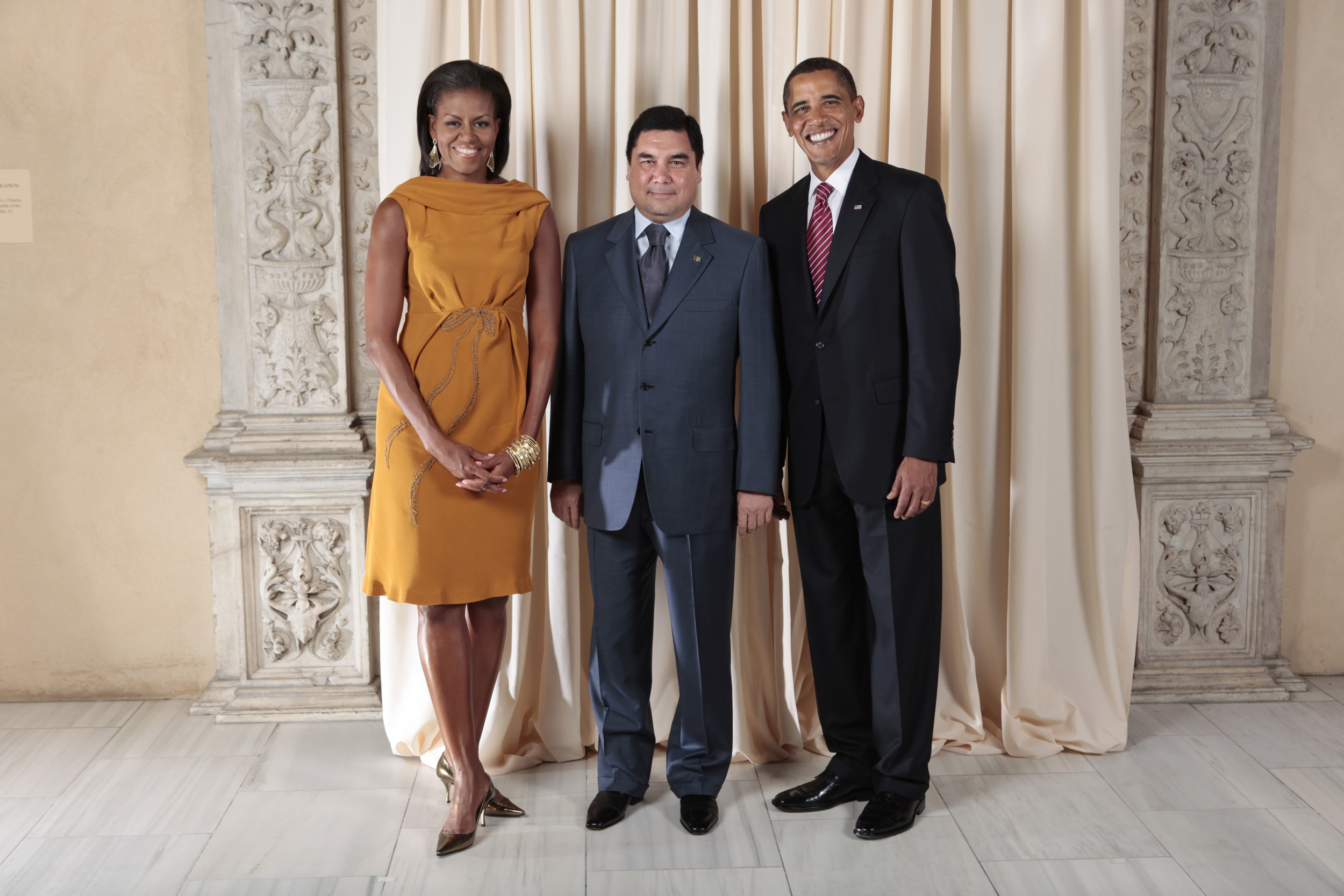
Gurbanguly Berdimuhammedov con Barack y Michelle Obama

Los Estados Unidos y Turkmenistán continúan en desacuerdo sobre el camino de este último estado hacia  democrática y reforma económica. Los Estados Unidos han defendido públicamente [la privatización], la liberalización del mercado y la reforma fiscal, así como reformas legales y reglamentarias para abrir la economía al comercio exterior y la inversión, como la mejor manera de lograr la prosperidad. verdadera independencia y soberanía.
Los Estados Unidos Embajada, USAID, y Cuerpo de Paz están ubicados en Asjabad, Turkmenistán.

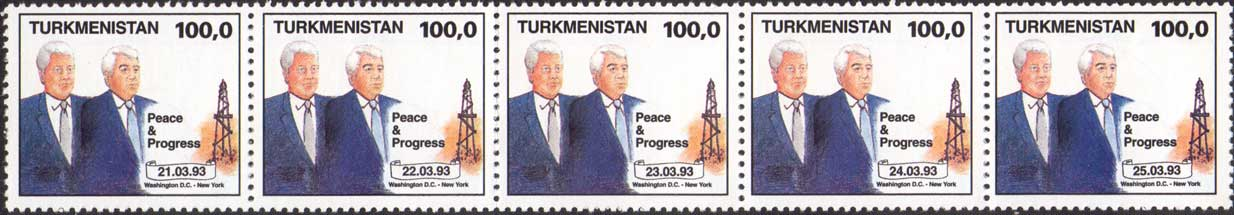
Visita del presidente Niyazov a los EE. UU. en sellos de Turkmenistán, 1993